# Santo
Santo (dal latino sanctus, participio passato di sancīre) è attributo di un essere, oggetto o manifestazione che si ritiene essere correlato alla divinità. Santità; condizione o qualità di chi o di ciò che è santo. Santità significa “purezza religiosa; sacralità”. Inoltre l’originale ebraico qòdhesh dà l’idea di qualcosa di separato, esclusivo o santificato a Dio, che è santo; indica la condizione di chi o di ciò che è riservato al servizio di Dio. Nelle Scritture Greche Cristiane i termini resi “santo” (hàgios) e “santità” (hagiasmòs [reso anche “santificazione”]; hagiòtes; hagiosỳne) pure denotano separazione per servire Dio; questi termini sono usati inoltre in riferimento alla santità come qualità di Dio e alla purezza o perfezione della condotta personale dell’individuo. 

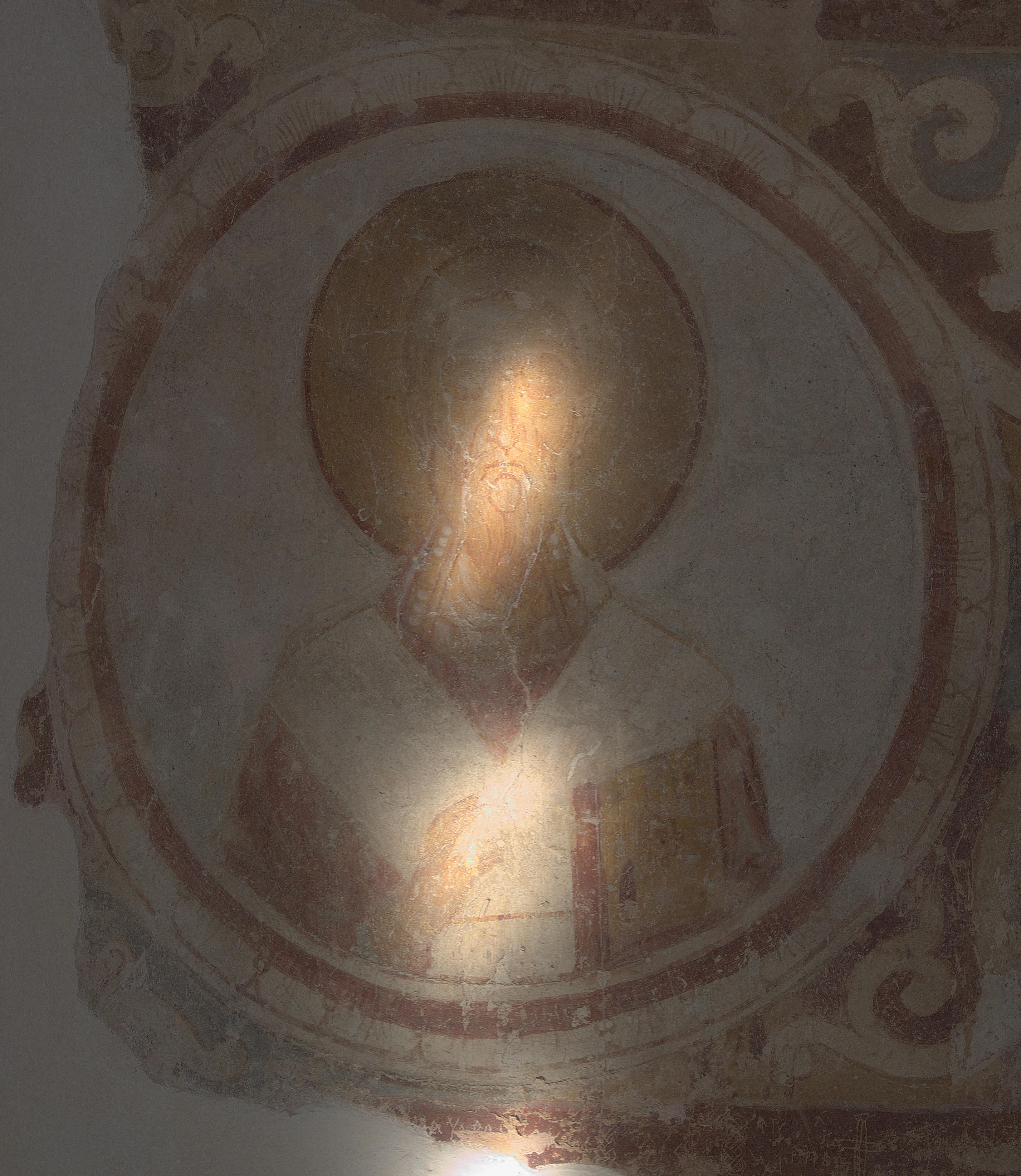
Tipica aureola ricorrente nell'iconografia dei santi (affresco a Staraya Ladoga in Russia)

Nel significato moderno, il termine è utilizzato principalmente riferendosi a ciò che si ritiene inviolabile, in quanto consacrato da una legge spesso religiosa, oppure venerato, o considerato degno di rispetto. L'ortografia varia secondo le seguenti regole: al maschile singolare si tronca in san davanti a consonante diversa da s impura, davanti a un gruppo consonantico e davanti alle semiconsonanti: san Benedetto, san Prisco, san Jacopo, santo Stefano; al maschile e femminile singolare si elide davanti a vocale: sant'Anna, sant'Antonio, sant'Orsola.

## Cristianesimo

### La Chiesa cattolica
Per la fede cattolica, "santo" è colui che sull'esempio di Gesù Cristo, animato dall'amore, vive e muore in grazia di Dio; in senso particolare è colui che in vita si è distinto per l'esercizio delle virtù cristiane in forma "eroica" o per aver dato la vita a causa della fede (i martiri). La Chiesa cattolica, attraverso un atto proprio del magistero del papa, proclama santo una persona solo in seguito all'esito di un articolato procedimento detto canonizzazione. Nella terminologia del Nuovo Testamento è il corrispettivo dell'espressione "essere in Cristo".
Per i cattolici, il santo è colui che pienamente risponde alla chiamata di Dio a essere così come Egli lo ha pensato e creato, frammento nel quotidiano del suo amore per l'umanità. La fede cattolica insegna che Dio ha per ogni persona un'idea particolare, e assegna a ognuno un posto preciso nella comunità dei credenti. Non esistono dunque caratteristiche univoche di santità, ma nella teologia cattolica, ognuno ha una santità particolare da scoprire e porre in atto. Santo, per la fede cattolica, può e deve essere chiunque, senza la necessità di particolari doni o capacità. Tra i santi, che la Chiesa riconosce essere in numero ampiamente maggiore rispetto a coloro che ufficialmente vengono riconosciuti come tali, se ne distinguono alcuni che, nella fede, sono stati posti da Dio in particolare evidenza come, ad esempio, i fondatori di ordini religiosi o i grandi riformatori della Chiesa. Il santo viene proposto come modello a tutti i fedeli e agli uomini di buona volontà non tanto per quanto ha fatto o detto, ma poiché si è messo in ascolto e a disposizione di Dio accettando, nella fede, che fosse Lui a dirigere attraverso l'opera dello Spirito Santo la sua vita. Per la Chiesa cattolica, dunque, a dover essere imitato è soprattutto l'atteggiamento di obbedienza a Dio e l'amore per il prossimo che ogni santo ha reso reale nei modi più diversi.
Dal momento della sua morte, dopo il giudizio, il santo o santa è in Paradiso, vive in eterno la totale comunione con Dio che in vita ha pregustato e continua a partecipare pienamente del progetto amorevole di Dio sul creato. Infatti dalla comunione con Dio nasce la possibilità, per il santo, di essere intercessore per i vivi, ossia un canale privilegiato di amore da parte di Dio verso coloro che ancora - dice la Chiesa - vivono il pellegrinaggio terreno. Questa comunione, nel credo della Chiesa, è detta "comunione dei santi" o "comunione delle cose sante". Questa verità di fede parte dal presupposto che tutti coloro che sono cristiani, vivi o defunti, partecipino dell'unico corpo di Cristo che è la Chiesa. Dunque la felicità, la gioia, l'amore che una parte del corpo riceve e vive arreca giovamento, dal punto di vista spirituale, a tutto il corpo. Coloro che già vivono la pienezza dell'incontro con Dio stimolano, con l'esito della propria vita terrena, coloro che ancora non vi sono arrivati suscitando in loro la speranza di partecipare della medesima gioia.
Nella devozione cattolica i santi sono oggetto di venerazione (gr. dulìa) e non di adorazione (gr. latria), che è dovuta solo e soltanto a Dio e che non può essere tributata a una creatura, per quanto grande sia. Uno degli esempi più antichi della venerazione dei santi lo si è scoperto in seguito agli scavi di Cafarnao del 1968, città di Simon Pietro secondo i vangeli. Sotto il pavimento di una chiesa dedicata all'apostolo sin dal V secolo (la più antica che si conoscesse in Palestina), si è trovata quella che gli archeologi hanno provato in modo indiscutibile essere appunto la casa di Pietro. Si tratta di una povera abitazione, simile in tutto alle altre che la circondano tranne che in un particolare: le mura sono coperte di affreschi e graffiti (in greco, in siriaco, in aramaico, in latino) con invocazioni a Pietro per chiederne la protezione. È accertato che la casa fu trasformata in luogo sacro sin dal primo secolo: è quindi la più antica "chiesa" cristiana conosciuta. Testimonia che prima dell'anno 100 (prima ancora, cioè, che la tradizione si fissasse completamente in testi scritti e definitivi) non solo già vigeva il culto di Gesù, ma giungeva a maturazione addirittura la "canonizzazione" dei suoi discepoli, già invocati come "santi" protettori.

#### Storia

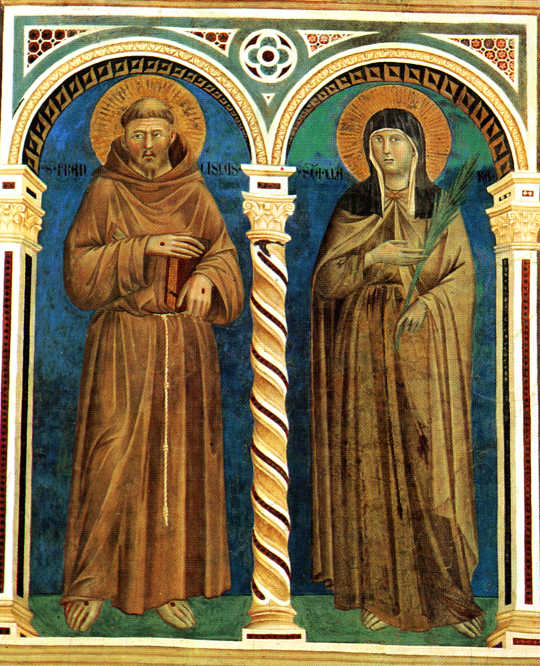
Santi Francesco e Chiara d'Assisi

Nei primi tempi del Cristianesimo, il termine "santo" indicava genericamente qualsiasi cristiano, in quanto "santificato", cioè "messo da parte", "appartato", "consacrato" e non solo perché reso sacro da Dio per mezzo del battesimo, come poi successivamente indicato dalla Chiesa cattolica. I santi quindi erano tutti i seguaci di Cristo (apostoli e discepoli). Gente fisicamente e spiritualmente viva che si sforzava di seguire Cristo e le scritture. Paolo di Tarso, ad esempio, indirizza la sua Lettera agli Efesini «ai santi che sono in Efeso» ma, allo stesso tempo, traccia una distinzione con il "vero apostolo" o santo, in grado di operare "miracoli, prodigi ed opere di potenza" 12,12.
In seguito, con il termine si cominciò a indicare principalmente i cristiani uccisi per la loro fede in Cristo, cioè i "martiri", per distinguerli da coloro che per non subire il martirio rinnegavano la fede in Cristo. Il culto dei martiri fu un'evoluzione del culto per i defunti: già sant'Agostino faceva notare che più che pregare per un martire defunto occorreva che il martire pregasse per i viventi.
A incentivare poi il culto dei martiri fu papa Damaso I, il quale, terminate le persecuzioni, restaurò le catacombe e rintracciò le tombe dei santi; in particolare, fece traslare le spoglie mortali di san Cesario diacono e martire da Terracina a Roma affinché l'imperatore avesse avuto un santo tutelare di nome Caesarius.
Con il termine delle persecuzioni, ai martiri furono associati, come santi, i cosiddetti confessori, persone cioè che, pur non essendo state martirizzate, avevano professato ("confessato") la loro fede cristiana per tutta la vita. Tra i primi santi non martiri è da citare san Martino di Tours. Via via i santi riconosciuti come tali aumentarono, e così nacquero altre tipologie di santi e sante che li raggruppavano: vergini, dottori della Chiesa, santi educatori, eccetera.
Nel Medioevo, con la compilazione di elenchi di "santi ausiliatori", cioè di santi che erano ritenuti capaci di svolgere una specifica intercessione per problemi particolari — solitamente di salute —, nacque l'usanza dei patronati.
Tra i santi ausiliatori, si può citare san Biagio per le malattie della gola, sant'Agata per le malattie del seno, sant'Apollonia per i denti e santa Lucia per la vista.
Con l'aumentare della devozione ai santi aumentarono anche gli abusi: la ricerca delle reliquie dei santi più venerati sfociò spesso in aberrazioni commerciali e in vere e proprie guerre tra città per il loro possesso. Possedere una reliquia "potente", infatti, implicava un aumento del prestigio della città, un incremento dei pellegrini e quindi delle ricchezze che questi portavano. Gli abusi commessi in relazione al culto dei Santi furono una della cause dello scisma protestante. Già dal Concilio di Trento la Chiesa cattolica si applicò con fermezza per porre un freno alle aberrazioni e ripristinare il significato spirituale del culto.
Nel XX secolo, dopo il Concilio Vaticano II e per opera soprattutto di Giovanni Paolo II, il concetto di santità è stato interpretato in senso più ampio e più moderno di quanto non fosse in precedenza: prima era attribuita quasi totalmente a persone che avevano dedicato la propria vita alla Chiesa cattolica nella vita consacrata, ovvero presbiteri, vescovi e suore. Successivamente si ebbero diversi santi laici, sposati o meno che fossero. Da qui la canonizzazione di esempi di coniugi come Luigi Beltrame Quattrocchi e Maria Corsini o la beatificazione di laici impegnati come Piergiorgio Frassati. Nella visione cattolica com'è chiaramente espressa dal Concilio Vaticano II nella costituzione dogmatica Lumen Gentium, la santità è possibile in ogni chiamata di vita, sia essa laica o religiosa; anzi ogni essere umano è chiamato alla santità, cioè ad uniformare la propria esistenza terrena al volere di Dio; dove per volere di Dio si intende lì dove viviamo la nostra quotidiana fatica, dove Dio ci ha portato e creato.

#### Santi non storici

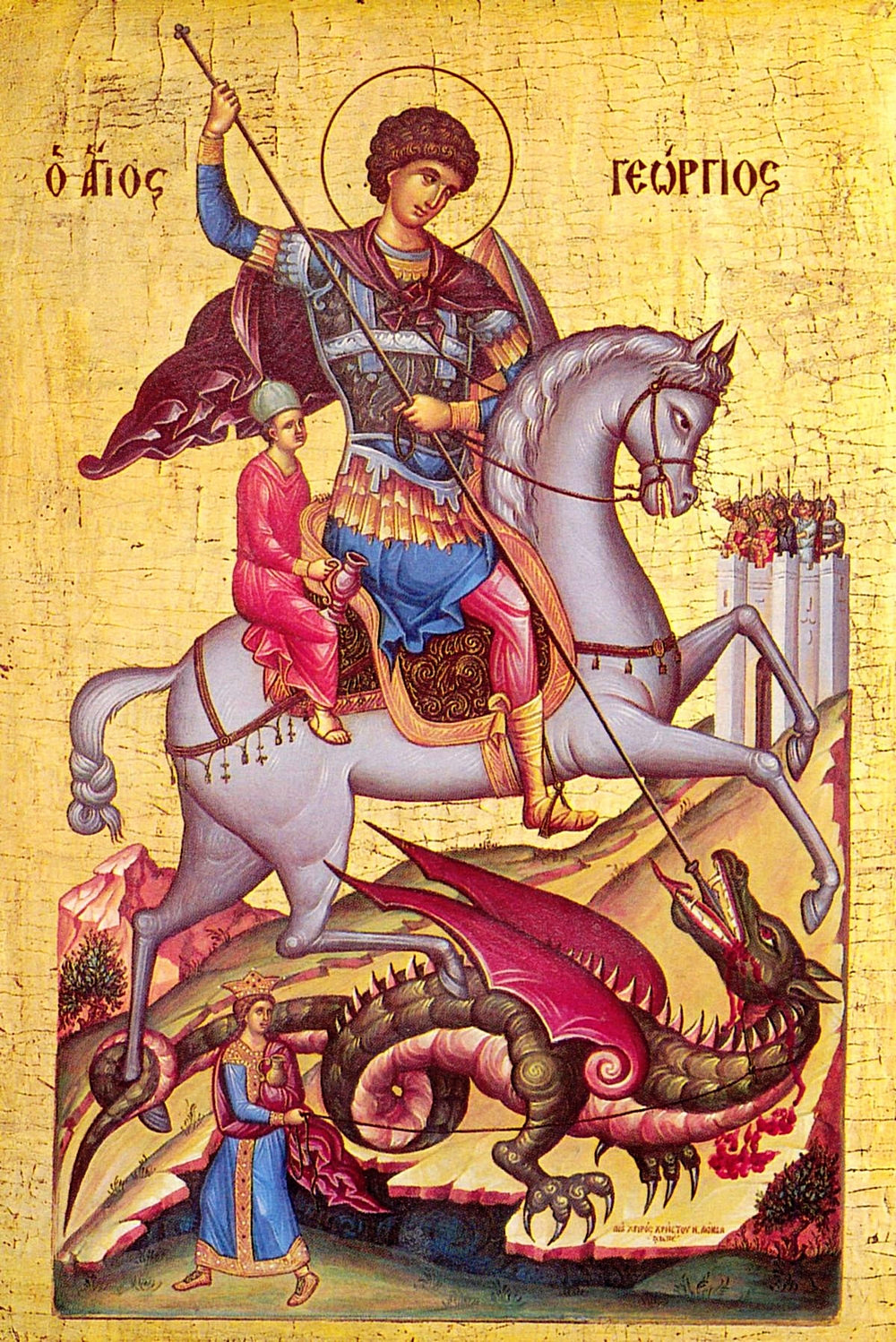
San Giorgio e il drago, icona bizantina

Alcuni teologi cattolici e protestanti credono che molte delle persone venerate come Sante di cui si narra la vita in agiografie e prevalentemente il martirio in passiones dei primi secoli del Cristianesimo, siano elaborazioni leggendarie piuttosto che persone reali; per indicare questo fenomeno, tali santi vengono chiamati "non storici". È difficile stabilire con esattezza quali santi siano "storici": infatti è molto più complicato dimostrare l'esistenza di una persona piuttosto che la sua non esistenza, vista la scarsità di fonti contemporanee o indipendenti.
Un gran numero dei santi cristiani antichi hanno nomi pagani; probabilmente si trattava di convertiti al cristianesimo poi diventati santi. In alcuni casi tuttavia è possibile che avvenisse un trasferimento del culto da divinità pagane a santi cristiani in maniera più o meno diretta. Dato che, dopo i decreti teodosiani, non era più possibile venerare dei pagani, il culto sarebbe stato "cristianizzato" dai fedeli in questo modo, ufficialmente sostituendo la venerazione diretta di una divinità con una richiesta di intercessione, mantenendo però la sostanza e le usanze del culto politeista (santa Venere, san Mercurio ecc.). I miti relativi a queste divinità sarebbero di conseguenza anche stati integrati nel racconto della vita e dei miracoli del santo omonimo: un esempio di questo processo avvenne, secondo queste teorie, con santa Brigida d'Irlanda, il cui culto è del tutto analogo a quello della divinità celtica Brigid. Inoltre altri miti pre-cristiani, quali gli aneddoti e favole riguardanti gli antichi eroi, potrebbero anche essersi confusi con le figure di alcuni santi.
Naturalmente, per tutti questi santi, si sarebbero inventate vite esemplari, piene di particolari edificanti, e si celebrarono i martirii che essi avrebbero subito. Già dal XVII secolo, per opera della scuola critica dei gesuiti bollandisti, cominciò un'accurata revisione delle antiche documentazioni agiografiche con criteri di critica storica.

#### I santi cattolici

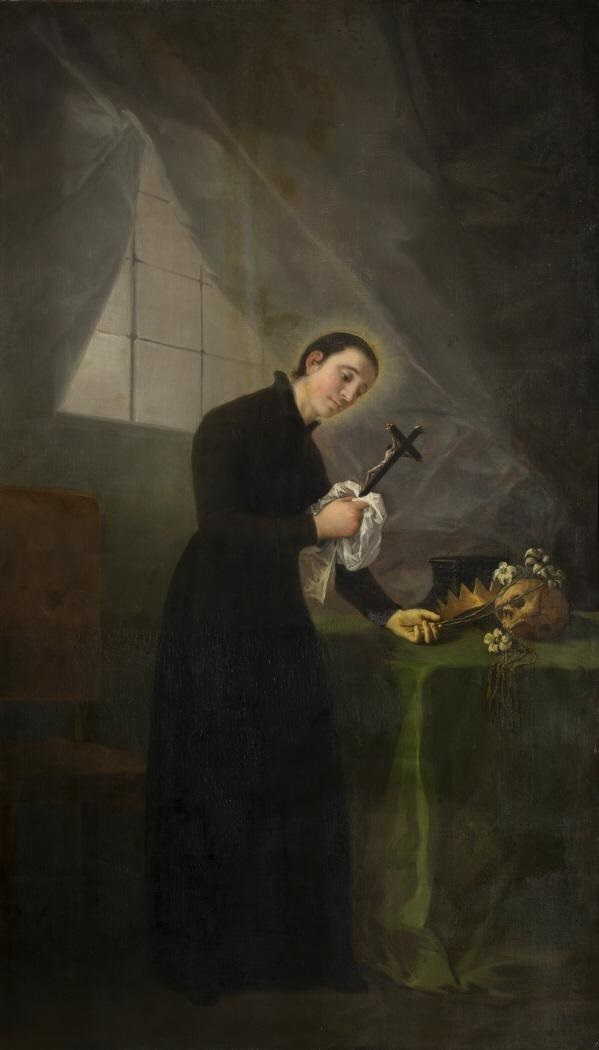
San Luigi Gonzaga, (Francisco Goya, 1781)

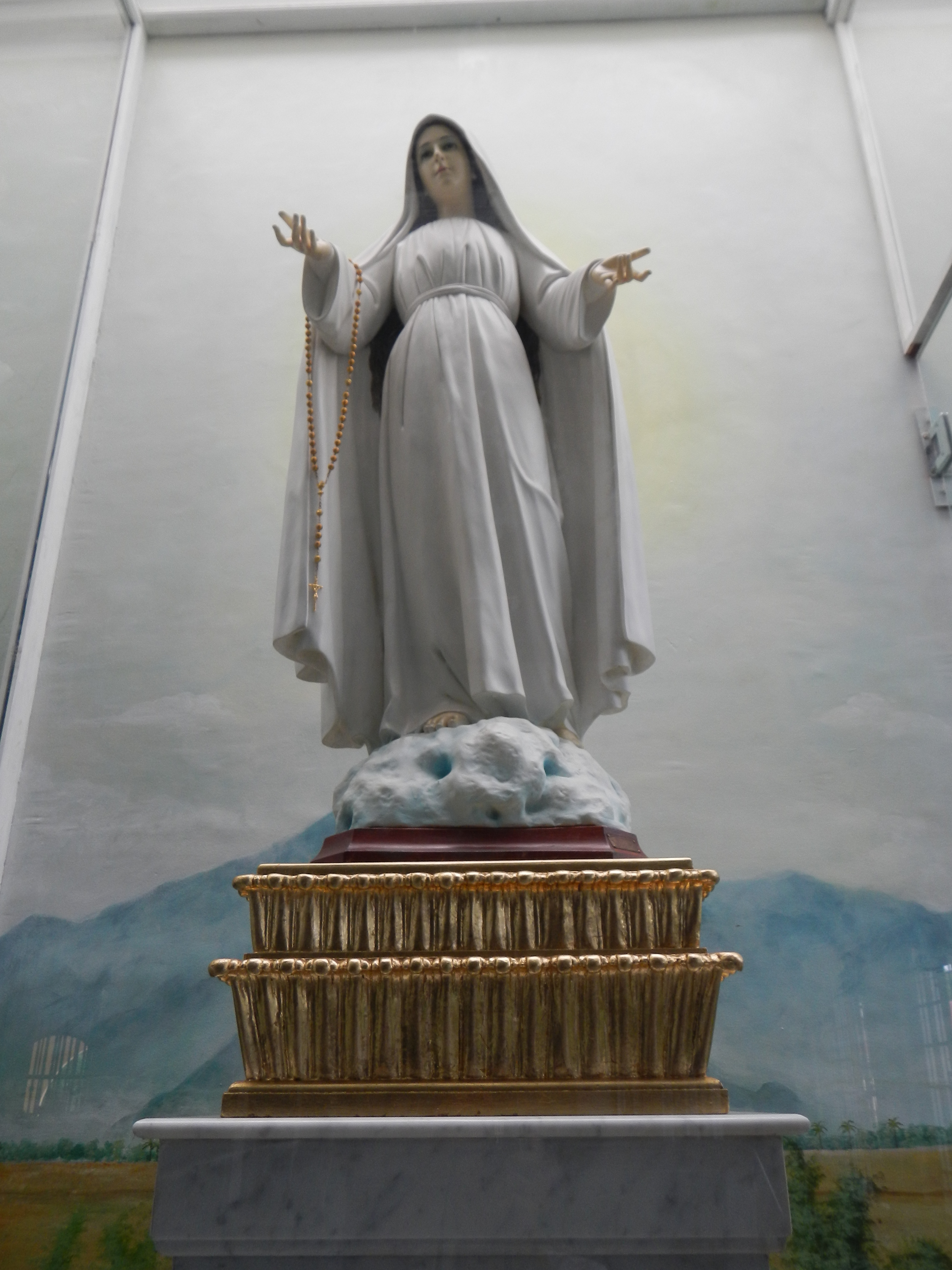
Nostra Signora di Lipa, Maria mediatrice di tutte le grazie

Tra i santi la Chiesa cattolica venera anzitutto Maria, la madre di Gesù: il culto della Madonna, detto iperdulia, è considerato di livello superiore alla dulia riservata agli altri santi.
Un culto particolare è riservato a san Giuseppe lo sposo di Maria. A Lui spetta un culto di protodulia definito anche di somma dulia. Il culto è la testimonianza dell'onore e dell'eccellenza di san Giuseppe su tutti i santi. La grandezza di san Giuseppe è la maggiore dopo quella di Gesù Cristo e Maria; hanno speciale importanza, poi, gli apostoli e i martiri. Quindi, in ordine temporale o di importanza del culto (e potenza dell'intercessione):
- Gesù Cristo
- Maria e Giuseppe
- san Michele arcangelo
- santi arcangeli Gabriele e Raffaele
- santi angeli e re
- santi patriarchi e profeti
- santi apostoli ed evangelisti
- santi discepoli
- martiri e confessori
- santi monaci, eremiti e asceti
- santi infanti e vergini
- santi padri e dottori della Chiesa
- santi mistici e patroni.

Altre categorie considerate particolarmente insigni sono i padri della Chiesa cioè i più antichi e autorevoli espositori della dottrina cristiana quali ad esempio sant'Agostino, e i dottori della Chiesa più recenti dei padri ma anch'essi autorevoli, come Tommaso d'Aquino. Altre categorie di santi sono quella dei confessori cioè cristiani che hanno vissuto con coerenza "eroica" la fede, e le vergini, soprattutto donne consacrate.
Si elenca qualche esempio tra i santi maggiormente conosciuti in Italia: san Francesco d'Assisi, sant'Antonio di Padova, santa Rita da Cascia, San Francesco di Paola, santa Caterina da Siena, san Benedetto da Norcia, san Gabriele dell'addolorata, san Giovanni Bosco, san Luigi Orione, san Pio da Pietrelcina, San Gennaro, San Luigi Gonzaga.
In Italia è diffusa la tradizione dell'onomastico, ossia di festeggiare in famiglia (magari con un semplice augurio) il giorno dedicato a un Santo che portò lo stesso nome del festeggiato. Tale giorno coincide spesso con la data della morte (considerata dies natalis, giorno della nascita al Cielo). Il nome di santo che si trova nella casella quotidiana di molti calendari è solo uno tra i parecchi nomi che possono essere riferiti a quel giorno. Egualmente è possibile che più santi omonimi, morti in giorni diversi di epoche diverse, abbiano portato lo stesso nome, e quindi rimane all'interessato la decisione di scegliersi il giorno per l'onomastico.

#### Santi bambini e adolescenti
Numerosi sono i santi (e beati) morti in giovane età:
- San Quirico, martire con la madre santa Giulitta
- San Baruda, martire con san Romano
- Domenico Savio (santo), San Giovanni di Riva di Chieri, 2 aprile 1842 – Mondonio di Castelnuovo d'Asti, 9 marzo 1857
- Emma Alutto, nata ad Alba il 19 maggio 1928, morta ad Alba il 5 aprile 1936
- Maria Goretti (santa), Corinaldo, 16 ottobre 1890 – Nettuno, 6 luglio 1902
- Francesco e Giacinta Marto (santi), due dei pastorelli di Fátima
- Cecilia Bhutsi (beata) Songkhon (Thailandia) 16 dicembre 1924 - Songkhon 26 dicembre 1940
- Bibiana Khampai (beata) Songkhon (Thailandia) 4 novembre 1925 - Songkhon 26 dicembre 1940
- Anfrosina Berardi S. Marco di Preturo L'Aquila, 6 dicembre 1920 - 13 marzo 1933
- Gustavo Maria Bruni (servo di Dio), Torino 6 maggio 1903 - ivi, 10 febbraio 1911
- Vincenzina Carminati, Bergamo 17 gennaio 1907 - Torre Bordone, 9 gennaio 1920
- Maria Lucia Chausset, Montelier 27 gennaio 1920 - ivi, 24 marzo 1926
- Anna De Guigné (venerabile), Annecy Le Vieux 25 aprile 1911 - Cannes 14 gennaio 1922
- Maria Filippetto, Padova 5 aprile 1912 - ivi, 3 giugno 1927
- Angela Iacobellis, Roma 16 ottobre 1948 - 27 marzo 1961
- Guglielmina Marconi, Pisa 2 febbraio 1898 - luglio 1909
- Antonietta Meo (venerabile) Roma, 15 dicembre 1930 – Roma, 3 luglio 1937
- Maria Phon (beata) Songkhon (Thailandia) 6 gennaio 1925 - Songkhon 26 dicembre 1940
- Giovannina Piazza, Bistagno 3 maggio 1897 - ivi 8 aprile 1912
- Maria Gabriella Taurel, Tolone 19 settembre 1905 - ivi, 22 febbraio 1912
- Laura Vicuña, Santiago del Cile (Cile) 5 aprile 1891 - Junin de los Andes (Argentina) 22 gennaio 1904
- Lucrezia di Mérida (santa), martire spagnola del IV secolo, ricorrenza 23 novembre (Da non confondere con Leocrizia (Lucrezia) di Cordova, santa e martire spagnola del IX secolo, ricordata il 15 marzo)
- José Sánchez del Rio, martire messicano della Guerra Cristera, beatificato nel 2005, canonizzato nel 2016 e ricordato il 20 novembre.

#### La canonizzazione
Il processo per mezzo del quale la Chiesa cattolica riconosce una persona come santo, si chiama canonizzazione. Dopo la morte di una persona ritenuta "santa" viene avviato il processo di canonizzazione. Il processo viene istruito per verificare l'eroicità dei carismi della fede cristiana della persona candidata. Ne ha competenza la Congregazione delle Cause dei Santi e le fasi del processo sono fondamentalmente quattro, e man mano che la causa va avanti di fase in fase, la persona in questione, riceverà i seguenti appellativi:
- Servo di Dio
- Venerabile
- Beato
- Santo

#### Altre accezioni del termine santo
La parola "santo" si usa anche come aggettivo riferito alla Chiesa e a tutto ciò che la tradizione cattolica considera sacro o consacrato al culto:
- Oli santi: il crisma, l'olio dei catecumeni e l'olio degli infermi;
- Anno Santo: quello del Giubileo;
- Settimana Santa, e ugualmente lunedì, martedì, mercoledì, giovedì, venerdì e sabato Santo: precedono la Pasqua di Resurrezione;
- Santa Sede: l'ufficio del papa di governare la Chiesa cattolica;
- Santo Padre: appellativo del papa;
- Terra santa: la Palestina, in quanto Gesù vi nacque e vi soffrì la sua passione;
- Santo Sepolcro: quello di Gesù a Gerusalemme;
- Porta santa: quelle porte delle quattro Basiliche maggiori che si aprono negli anni santi.
- Santissimo Sacramento, talvolta per brevità detto solo "Santissimo", cioè il "santo" per eccellenza.

### Chiese ortodosse

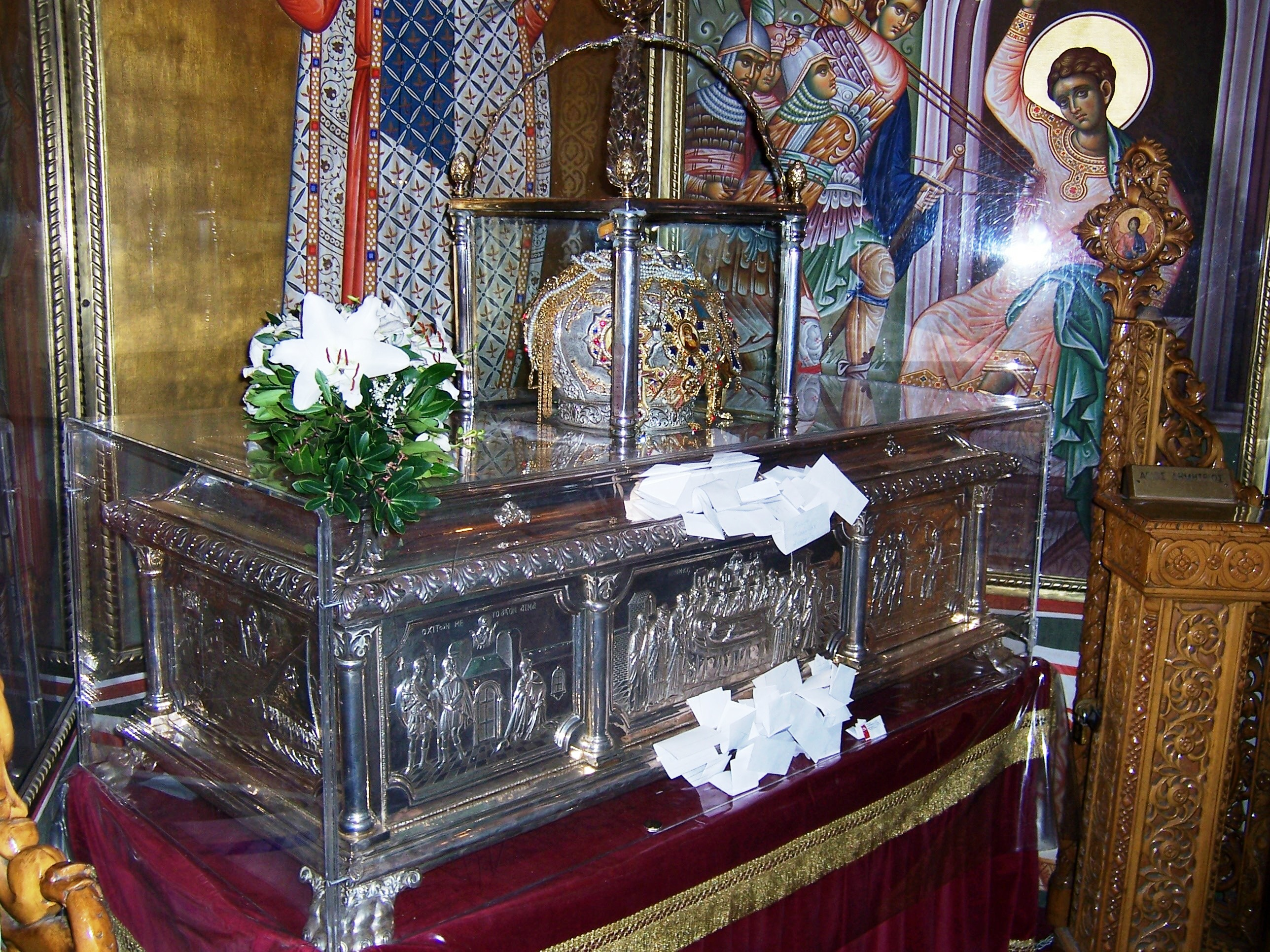
Reliquie di San Demetrio di Tessalonica, ubicate nella chiesa greco-ortodossa di San Demetrio in Tessalonica.

Nella Chiesa cristiana ortodossa è definito Santo chiunque si trovi in paradiso, che sia riconosciuto come tale sulla terra o meno. Secondo questa definizione, Adamo ed Eva, Mosè, i vari profeti, gli angeli e gli arcangeli hanno tutti il titolo di Santo.
Gli ortodossi credono che Dio riveli i suoi santi, spesso rispondendo a preghiere o con altri miracoli. Per gli ortodossi, il riconoscimento formale di un santo avviene molti anni dopo che questi è stato riconosciuto da una comunità locale. Esistono numerosi piccoli seguiti locali per innumerevoli santi che non sono ancora stati riconosciuti dalla Chiesa ortodossa nel suo insieme. Si deve sottolineare che comunque questo riconoscimento non è necessario, un santo rivelato, anche su piccola scala è comunque un santo. Ci sono comunque spesso casi in cui Dio rivela i suoi santi su una scala più ampia, perfino mondiale. In tali casi, dopo un attento processo di delibera da parte di un sinodo di vescovi, si ha un formale servizio di glorificazione col quale al santo viene assegnato un giorno nel calendario, così che possa essere celebrato dall'intera Chiesa.
Questo fu il caso della santificazione dello zar Nicola II di Russia e della sua famiglia. Inizialmente i membri della famiglia reale vennero riconosciuti come martiri dalla Chiesa Ortodossa Russa in esilio nel 1981, dopo di che, molti credenti in Russia iniziarono a pregare lo Zar e la sua famiglia. Vennero riportati dei miracoli, compresa un'icona ritenuta miracolosa che portò a un'immediata glorificazione locale. Nel 2000, lo Zar e la sua famiglia vennero glorificati ufficialmente dalla Chiesa ortodossa russa.
Si crede che uno dei modi con cui Dio rivela la santità di una persona possa essere l'inusuale e presumibilmente miracolosa condizione delle sue reliquie (dei suoi resti). Nei paesi ortodossi è spesso usanza di riutilizzare le tombe dopo 3 o 5 anni, a causa dello spazio limitato. Le ossa vengono rispettosamente lavate e poste in un ossario, spesso con il nome della persona scritto sul teschio. Occasionalmente, quando un corpo viene esumato, avviene qualcosa di "miracoloso". Ci sono stati numerosi casi in cui le ossa esumate avevano improvvisamente sprigionato una fragranza meravigliosa, come di fiori; o talvolta i resti del corpo erano intatti e privi di segni di decadimento, come nel giorno in cui la persona era morta, nonostante non fossero stati imbalsamati (tradizionalmente gli ortodossi non imbalsamano i morti) e fossero stati sepolti per 3 o 5 anni.

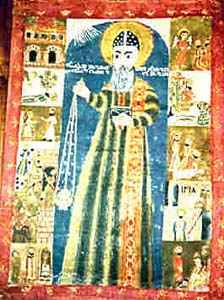
Icona di Sant'Efrem il Siro presente a Meryemana Kilesesi, Diyarbakr, Turchia

Il motivo per cui le reliquie sono considerate sacre è perché, per gli ortodossi, la separazione di corpo e anima è innaturale. Corpo e anima assieme costituiscono la persona, e alla fine, le due parti verranno riunite; quindi, il corpo di un santo condivide la "santità" dell'anima del santo. Come regola generale, solo il clero può toccare le reliquie, allo scopo di spostarle o portarle in processione, comunque, nella venerazione, i fedeli baceranno le reliquie per mostrare amore e rispetto nei confronti del santo. Ogni altare di ogni chiesa ortodossa contiene delle reliquie, solitamente di martiri. Gli interni delle chiese ortodosse sono ricoperti con le icone dei santi.
Siccome la chiesa non mostra una reale distinzione tra i vivi e i morti (i santi sono vivi in paradiso), gli ortodossi trattano i santi come se fossero ancora presenti. Li venerano e richiedono le loro preghiere, e li considerano fratelli e sorelle in Gesù Cristo. I santi sono venerati e amati e viene chiesto loro d'intercedere per la nostra salvezza, ma deve essere compreso chiaramente che non devono essere adorati, ma piuttosto trattati con il rispetto dovuto a chiunque abbia combattuto e vinto per la giusta causa. Questo pone i santi in una posizione in cui possono aiutare l'umanità tramite la loro diretta comunione con Dio, attraverso l'intercessione per la nostra salvezza, e addirittura occasionalmente con la loro interazione diretta. Si crede che molti santi siano apparsi allo scopo di aiutare la gente in momenti di bisogno.
Tradizionalmente, quando una persona viene battezzata nella Chiesa ortodossa, poiché "nasce nuovamente" ed è una persona nuova, le viene dato un nuovo nome, sempre appartenuto a un santo. È comune che indipendentemente dal nome con cui una persona è nata, questa persona inizi a usare come suo esclusivamente il nome del suo santo. Questo santo diventa il patrono personale e invece del compleanno il battezzato celebra il giorno del suo santo con una maggiore importanza.

### Chiese riformate
Le confessioni protestanti, attualizzando il concetto di santità presentato dalla Bibbia, si oppongono fermamente a quello del Tesoro dei Santi e dei Martiri. L'intervento di una potenza salvifica oltre a quella di Dio e di una via di salvezza oltre a quella della fede in Cristo viene infatti percepita come una pericolosa distorsione del significato originale delle Scritture, la fedeltà alle quali è base fondamentale di tutte le chiese Protestanti che si rifanno alle sole scritture come unica autorità, poiché la Bibbia s'interpreta con la Bibbia. La figura di Maria è decisamente ridimensionata rispetto alle confessioni cattolica e ortodossa, ma tenuta in grande considerazione in quanto, madre del Salvatore, esempio di fede, conoscenza e amore per Dio.
A questo va aggiunto che il concetto di predestinazione (molti i chiamati ma pochi gli eletti, Matteo 22:14 «Poiché molti sono i chiamati, ma pochi gli eletti»), tipico del Calvinismo dei secoli passati, sosteneva che il destino ultimo di salvezza o dannazione di una persona fosse predeterminato da Dio, il che non lascia molto spazio all'intercessione dei santi, in quanto l'uomo nasce già sotto condanna e quindi spiritualmente morto, come sta scritto in Efesini, 2:6, Dio ha vivificato anche voi, voi che eravate morti nelle vostre colpe e nei vostri peccati. Bisogna tuttavia distinguere fra invocazione e intercessione, e fra intercessione dei santi defunti e dei santi vivi. In generale quasi tutto il protestantesimo rifiuta l'invocazione dei santi, mentre tutto il protestantesimo accetta l'intercessione "terrena" dei santi, poiché questa è comandata nella scrittura, dove si invita a pregare gli uni per gli altri. È rifiutata l'idea che i vivi possano intercedere per i morti, come sta scritto nella Bibbia, non è possibile con i morti, comunicare con i vivi, Luca, 16:19-31, 19 «C'era un uomo ricco, che si vestiva di porpora e di bisso, e ogni giorno si divertiva splendidamente; 20 e c'era un mendicante, chiamato Lazzaro, che stava alla porta di lui, pieno di ulceri, 21 e bramoso di sfamarsi con quello che cadeva dalla tavola del ricco; e perfino i cani venivano a leccargli le ulceri. 22 Avvenne che il povero morì e fu portato dagli angeli nel seno di Abramo; morì anche il ricco, e fu sepolto. 23 E nell'Ades, essendo nei tormenti, alzò gli occhi e vide da lontano Abramo, e Lazzaro nel suo seno; 24 ed esclamò: "Padre Abramo, abbi pietà di me, e manda Lazzaro a intingere la punta del dito nell'acqua per rinfrescarmi la lingua, perché sono tormentato in questa fiamma". 25 Ma Abramo disse: "Figlio, ricordati che tu nella tua vita hai ricevuto i tuoi beni e che Lazzaro similmente ricevette i mali; ma ora qui egli è consolato, e tu sei tormentato. 26 Oltre a tutto questo, fra noi e voi è posta una grande voragine, perché quelli che vorrebbero passare di qui a voi non possano, né di là si passi da noi". 27 Ed egli disse: "Ti prego, dunque, o padre, che tu lo mandi a casa di mio padre, 28 perché ho cinque fratelli, affinché attesti loro queste cose, e non vengano anche loro in questo luogo di tormento". 29 Abramo disse: "Hanno Mosè e i profeti; ascoltino quelli". 30 Ed egli: "No, padre Abramo; ma se qualcuno dai morti va a loro, si ravvedranno". 31 Abramo rispose: "Se non ascoltano Mosè e i profeti, non si lasceranno persuadere neppure se uno dei morti risuscita"» . La descrizione di questa pratica nel Secondo libro dei Maccabei fu uno dei motivi che portò Lutero a negare la canonicità di questo libro apocrifo.
Tuttavia, una persona, che si sia distinta per virtù durante la sua vita è certamente un esempio da ricordare e da imitare, nella speranza che la mano di Cristo si faccia strada in chi è ancora vivo, come si fece strada in quella persona. Il protestantesimo, dunque, non osteggia il Santo in quanto buon esempio, ma quando viene proposto come portatore di Grazia e Salvezza, poiché questa viene solo da Dio. Ad esempio la confessione augustana, la più importante confessione di fede evangelica scritta da Filippo Melantone afferma, all'articolo 21:
(Confessio augustana, art 21)
A seconda delle confessioni protestanti si trovano maggiori o minori riserve sulla preghiera verso i santi: la Chiesa anglicana, ad esempio, ha mantenuto un suo calendario dei santi e una ritualità vicina al Cattolicesimo. Anche le diverse chiese luterane hanno un calendario liturgico in cui vengono commemorati i santi. Il rivolgersi in preghiera ai santi è lasciato alla decisione dell'individuo, ma si pone l'accento sulla necessità che non diventi una pratica pubblica, della congregazione intera (e infatti in quasi tutte le confessioni protestanti le chiese vengono intitolate ai Santi, proprio come avviene per quelle cattoliche e ortodosse). I fedeli, come si è detto, devono confidare solo in Cristo per la loro salvezza.
Confessioni protestanti come i metodisti e i Valdesi riconoscono invece l'esistenza di "santi", pur non ammetendone la venerazione e dando a questa parola un significato diverso rispetto a quello in uso nelle chiese cattoliche ed ortodosse.
L'opera di Walter Nigg, teologo protestante svizzero, dimostra come anche in ambito riformato si sia sentita, anche di recente, la necessità di un recupero della figura del santo.

## Ebraismo
Il concetto che più si avvicina a quello di santo nell'ebraismo è quello dello tzadik, una persona retta. Il Talmud dice che in qualsiasi momento almeno 36 anonimi tzaddikim vivono tra di noi per evitare che il mondo venga distrutto. Il Talmud e la cabala offrono varie idee circa la natura e il ruolo di questi 36 tzaddikim. Il termine può essere usato genericamente per indicare una qualsiasi persona giusta. 
Sia nell'Ebraiamo antico che in quello moderno, il culto di altre entità è vietato. Perciò nessun santo, anche se considerato tale per un atto che ha fatto, non deve essere venerato perché susciterebbe l'ira del Signore arrivando al concetto di Idolatria.

## Islam
Benché la religione islamica non preveda differenze tra gli uomini e l'ortodossia escluda perciò di contemplare una categoria "speciale" di persone a un livello superiore rispetto agli altri uomini in termini di santità, la religiosità popolare ha sempre amato distinguere, con vari tipi di riconoscimento, delle persone dotate di "santità". Il termine genericamente impiegato per indicare questi "santi" islamici è quello di wali, "amico (di Dio)". Ad essi vengono attribuite non solo doti di zelo religioso ma anche qualità taumaturgiche, profetiche, intercessorie.
È opinione diffusa nel mondo islamico che nel mondo siano sempre presenti, mescolati alla gente comune, trecento "santi", persone particolarmente dotate di favori divini, ignoti gli uni agli altri e distribuiti in modo gerarchico. 
- Al gradino inferiore di questa scala vi sono i buhala (propriamente "folli" ma anche "illuminati"), cosiddetti perché la conoscenza che Dio ha dato loro li ha abbacinati e per questo appaiono folli agli occhi del mondo.
- A un grado superiore di conoscenza, con occhi ormai abituati a questa illuminazione, essi appaiono rientrati in sé e costituiscono i nujaba ("coloro la cui intelligenza è completa") o nuqaba (luogotenenti, apostoli). Mosè (Sidna Musa) ne aveva 12 al proprio servizio, e altrettanti ne aveva Gesù (Sidna Issa; i suoi apostoli sono detti anche hawariyun).
- Al terzo livello vi sono gli awtad (i quattro "punti cardinali"; spesso chiamati anche aqtab "poli", che però per alcuni sarebbero una categoria distinta), ministri del capo supremo. Tali erano i primi quattro califfi (Abū Bakr, Omar, Othman e Ali) nei confronti di Maometto.
- Al livello più elevato, infine, vi è il ghuth ("salvatore"), vero e proprio santo intercessore. Vengono solitamente considerati tali Sidi Abd el Qader el-Jilani, Sidi Ibn Arabi, Sidi Bu Medin.

Un ruolo importante nel nord del subcontinente indiano è poi giocato dalla venerazione di numerosi "santi" sufi, in molte aree noti con il termine di pir. Questi furono uomini (e talora donne), spesso appartenenti a famiglie altolocate autoctone che, nel contesto delle invasioni islamiche dell'India, funsero da guide per la conversione dall'induismo all'islamismo di numerose comunità, consentendo così la nascita di un islam locale, accanto da quello di origine centroasiatica portato dagli invasori. Il culto dei santi sufi è tuttora molto forte, e in particolare in Pakistan quello di pir è un titolo ereditario, al quale è spesso associato un ruolo di guida e rappresentanza politica della comunità di appartenenza.

## Induismo
Nella religione induista, alcune persone sono riconosciute come sante e soggette a devozione popolare.

## Buddhismo
Il Buddhismo non ha propriamente dei santi, ma chi ha raggiunto il quarto grado della perfezione ed è ormai il ‘santo’, colui che solo la morte separa dal Nirvana. 

## Jainismo
Nel jainismo sono i 27 Jina o santi supremi che, ormai privi di ogni vincolo di passione, hanno diritto a essere oggetto di venerazione in tutto l’universo.

## Ortografia
La forma abbreviata "san" si scrive con la lettera iniziale minuscola: ad esempio, "san Paolo apostolo". Se invece è abbreviata con l'iniziale puntata "S.", allora si scrive con la maiuscola: ad esempio, "S. Paolo apostolo".
Davanti ai toponimi (es. "Basilica di San Marco") occorre l'iniziale maiuscola.

### Aspetti generali
- Aviad Kleinberg, Storia di santi - Martiri, asceti, beati nella formazione dell'Occidente, Bologna, Il Mulino, 2005.
- Gabriele De Rosa, Storie di Santi, Laterza, Roma - Bari 1990. ISBN 88-420-3626-9

### Santità nell'infanzia
- M.C.Calabresi, Come Fiori, edizioni Paoline 1963.

### I santi e sul loro culto in ambito protestante
- Walter Nigg, Von Heiligen und Gottesnarren, Monaco, 1960.
- Walter Nigg, Große Heilige, Zurigo, Artemis, 1974.

### Santi nell'Islam
- Emile Masqueray (a cura di), Chronique d'Abou Zakaria, Alger 1879 (in particolare p. 254) testo in pdf
- Renato D'Antiga, Venezia il porto dei santi, Casadei Libri, Padova 2008;
- Renato D'Antiga, Venezia e l'Islam. Santi e infedeli. Casadei libri, Padova 2010